# MYSTAR
合同会社MYSTAR（マイスター）は、日本の芸能プロダクション。舞台やイベント、ゲーム等の企画、制作、運営も行う。

## 沿革
- 2019年9月3日 - 法人番号指定。
- 2019年12月19日 - 東京都新宿区早稲田鶴巻町555番 第2浦野ビル4階より所在地の変更。

## 概要
2019年9月3日に法人番号指定後、10月1日より、鳥羽優好、野田あゆ美ら、それまでフリーで活動してきた声優が所属し、2020年3月16日には、藤東知夏ら、スーパーシャークエンターテイメントに所属していた声優が多数移籍してきた。
所属タレントは声優が中心。タレント以外にも演出家なども所属し、ボイス収録やキャスティングのみならず、シナリオやディレクションも請け負っている。
2020年4月からは登録ナレーターが宅録を行い、エンジニアが編集と納品を行う「SOHO収録サービス」を開始した。

## 所属者
2023年9月時点。

### タレント
女性
- 藤東知夏 - 声優・ナレーター
- 鳥羽優好 - 声優・ナレーター
- 舞原鈴 - 舞台女優・声優・ナレーター
- 橘ゆき - 声優
- 国実久留子 - 声優
- 三浦小季 - 声優
- 山内亜依 - 声優・ナレーター
- とくいなえ - 声優・ナレーター

男性
- 西原翔吾 - 声優・ナレーター
- 小山博愛 - 声優・ナレーター
- 木下章嗣 - 声優・舞台俳優・ナレーター
- 平本雄 - 声優・ナレーター
- 大川颯太 - 声優・ナレーター
- チャオ・ササキ - 声優・ナレーター
- 山内良仁 - 声優・ナレーター
- 夏八木敦也 - タレント・声優・ナレーター

### 準所属タレント
女性
- 朝日奈優 - 声優・ナレーター
- 和倉やよい - 声優
- 伊藤さつき - 声優
- 角まり紗 - 声優・MC
- 小西真以 - 声優・女優
- 山品明日香 - 声優・女優
- 谷鹿未來 - 声優
- 沢実那子 - 声優・女優
- 七緒凜 - 声優・ナレーター
- 一ノ瀬媛奈 - 声優・ナレーター

男性
- 三浦浩一 - 声優・俳優
- 三島直也 - 声優・俳優
- 唐木亮 - 声優
- 矢田耕平 - 声優・俳優
- 高垣克央 - 声優
- 萩原勝 - 声優

### 脚本家・演出家
- 和海育実 - 脚本家
- 真広悠人 - ミキサー・音響監督
- 西原翔吾 - 演出家
- 伊東貴光 - ディレクター・シナリオライター
- 小林昂平 - 脚本家・演出家

## かつての所属者
- 花崎ほの香

## 企画・制作

### ゲーム
- 日替わり内室 - ブッキング・収録・編集
- レジェンドオブリング - ブッキング・収録・編集
- 月蝕-血源崛起（Lunar Stone: Origin of Blood） - ブッキング・収録・編集
- 欲望都市 - ブッキング・収録・編集
- ハードコア・メカ - ブッキング・音響監督派遣
- 乱世三国：六龍の戦い - ブッキング・収録・編集
- 戦国少女〜戦場に舞う姫たち〜 - ブッキング・収録・編集
- スーパー戦艦:地海伝説 - ブッキング・収録・編集
- 忍ノSAGA - シナリオ
- SHINOBI NOW!! - シナリオ・収録・編集

### 吹き替え
- Web CM「日替わり内室」 - ブッキング・収録・編集

### ボイスドラマ
- えこエコ!～えこだ荘の賢い選択～ - 脚本・声優ブッキング・収録・編集
- 錬金術師アリス - 脚本・収録・編集
- 退治屋～式神使いの兄弟～ - 脚本・収録・編集
- ノケモノガタリ - 脚本・収録・編集
- 活恋高校探偵部 - 収録・編集
- 鬼塚くんの浮気者! - 脚本
- 秘密結社に就職した小林くんの前途は多難である - 脚本

### 舞台
- 朗読劇「あっくんとカノジョ～松尾真砂の日常～」 - 脚本・演出
- 朗読劇「Wizards Witchery」 - 脚本・演出
- 朗読劇「theater of fairytale」in ホワイトチャペル - 脚本・演出
- 朗読劇「みなとみらい高校図書部」 - 脚本・演出